# 龐貝末日：天火焚城
《龐貝末日：天火焚城》（英語：Pompeii）是一部2014年美國歷史災難動作電影，由保羅·W·S·安德森製作和導演，演員包括基特·哈靈頓、艾美莉·布朗寧、嘉利-安·慕絲。美国于2014年2月19日上映。

## 劇情簡介
以羅馬城為背景。講述公元79年8月24日沈睡的維蘇威火山突然爆發。

## 角色
| 演員                       | 角色                   | 備註                                                                                 |
| 基特·哈靈頓                | Milo                   | 古代不列顛行省的凯尔特人，小时候父母部族人士被罗马军人杀死后，从奴隶成为一个角斗士。 |
| 艾米莉·布朗寧              | Cassia                 |                                                                                      |
| 基夫·修打蘭                | Corvis                 | 羅馬元老院参议员，逼迫Cassia嫁与他。                                                 |
| 傑瑞德·哈里斯              | Marcus Cassius Severus | 龐貝城總督。                                                                         |
| 潔西卡·盧卡斯              | Ariadne                |                                                                                      |
| 艾德瓦利·亞肯努耶-阿嘉巴傑 | Atticus                |                                                                                      |
| 凱莉-安·摩絲               | Cassia的母亲           |                                                                                      |
| 帕兹·维嘉                  | Flavia                 |                                                                                      |
| 喬·平格                    | Graecus                |                                                                                      |

## 制作
2013年3月至7月在加拿大多伦多取景拍摄，这是安德森导演的第四部3D电影。

## 评价
媒体综评41分，烂番茄新鲜度28%，口碑比较差。代表性评价：“安德森很早就把自己划归到动作导演的行列中，但这并不是他毁掉一部大制作的理由。无数耀花人眼的炫目之光和装模作样『大』场景实在是让观众如坐针毡”，“安德森终究是动作导演，前半部的拼剑打斗场景掌控得当，但一到大场面刻画时就惊慌失措，尤其是影片结尾20分钟的场景让人吐槽无力”，“电影的讲述方式太过平庸，两位主演对各自角色的刻画也流于平常，更重要的是化学反应无良缺失，相比之下反而是『船王』的表演更加出色”，“这部混杂着浓烟、火山灰以及烈焰的电影没有高潮，更确切地说应该是很努力地假装高潮但真的没法高潮”。

## 票房
- 美国首周末收1001万美元列第三位。次周末收430万列第七位，累计1774万。
- 中国大陆首周三天收4250万人民币列第三位。

## 外部連結
- 互联网电影数据库（IMDb）上《龐貝末日：天火焚城》的资料（英文）
- Box Office Mojo上《龐貝末日：天火焚城》的資料（英文）
- 爛番茄上《龐貝末日：天火焚城》的資料（英文）
- Metacritic上《龐貝末日：天火焚城》的資料（英文）
- AllMovie上《龐貝末日：天火焚城》的资料（英文）
- 開眼電影網上《龐貝末日：天火焚城》的資料（繁體中文）
- 时光网上《龐貝末日：天火焚城》的資料（简体中文）
- 豆瓣电影上《龐貝末日：天火焚城》的資料 （简体中文）